# Ptochophyle tantale
Ptochophyle tantale là một loài bướm đêm trong họ Geometridae.